# 胡上序
胡上序（1934年—），男，浙江杭州人，中国工业自动化专家，曾任浙江大学教授、博士生导师。